# 183

183(백팔십삼)은 182보다 크고 184보다 작은 자연수다.

## 수학
- 합성수로, 그 약수는 1, 3, 61, 183이다. 진약수의 합은 65이므로, 183은 부족수다.
  - 59번째 반소수다. 앞의 반소수는 178, 다음 반소수는 185다.
- {\displaystyle 62^{2}-1}은 183으로 나누어떨어진다.

## 과학
- NGC 183: 안드로메다자리 방향에 있는 타원은하.

## 교통
- 일본 183번 국도: 히로시마현 히로시마시 나카구에서 돗토리현 요나고시까지 이어지는 일본의 국도.

## 군사
- U-183(영어판, 독일어판): 제2차 세계 대전에 사용된 나치 독일의 군용 잠수함.

## 문화유산
- 대한민국의 국보 제183호: 구미 선산읍 금동보살입상
- 대한민국의 보물 제183호: 강릉 해운정
- 대한민국의 사적 제183호: 경주 효공왕릉

## 방송
- 스카이라이프의 CTS 기독교TV 채널 번호.
- 지니 TV의 이데일리TV 채널 번호.
- B tv의 뽀요TV 채널 번호.
- LG헬로비전의 토마토증권통 채널 번호.
- B tv 케이블의 캐리TV 채널 번호.

## 기타
- 연도: 183년, 기원전 183년